# Gabriel Abrantes
Gabriel Abrantes est un réalisateur américano-portugais vivant à Lisbonne.

## Biographie
Né en 1984 en Caroline du Nord, il étudie à Cooper Union à New-York puis à l’École Nationale des Beaux-Arts entre 2005 et 2006, puis au Fresnoy (Studio National des Arts Contemporains) en 2007. Ses deux premiers courts, Olympia I et II, sont sélectionnés au festival IndieLisboa en 2009. A History of Mutual Respect reçoit le Léopard d'or dans la catégorie meilleur film court au festival de Locarno en 2010. Il fonde la même année sa société de production A Mutual Respect.
L'œuvre d'Abrantes est reconnue autant dans le milieu du cinéma (son court métrage Taprobana est montré en avant-première à l'édition 2013 de la Berlinale) que dans celui de l'art contemporain (ses films ont notamment été présentés au MIT List Visual Art Center, au Centre Pompidou et au Centre d'Art Contemporain de Genève).
En 2014 sort Pan Pleure Pas, long métrage qui rassemble trois de ses précédents courts (Taprobana, Liberdade et Ennui Ennui).
En 2017, Os Humores Artificiais reçoit la mention spéciale du jury Nouvelles Vagues au Festival international du film de La Roche-sur-Yon.
Il remporte le Grand prix de la semaine de la critique avec Diamantino au Festival de Cannes 2018.

## Filmographie

### Courts-métrages
- 2008 : Olympia I/II
- 2008 : Arabic Hare
- 2009 : Anelhe City
- 2009 : Visionary Iraq
- 2009 : Too Many Daddies, Mommies and Babies
- 2010 : A History of Mutual Respect
- 2010 : Cookie
- 2011 : Fratelli
- 2011 : Liberdade
- 2012 : Ornithes (Ὄρνιθες)
- 2013 : Ennui ennui
- 2013 : Palácios de pena, coréalisé avec Daniel Schmidt (moyen-métrage)
- 2014 : Taprobana
- 2015 : Freud und Friends (pt) (Quatro Contos de Gabriel Abrantes)
- 2016 : The Hunchback (pt) (O Corcunda)
- 2016 : A Brief History of Princess X (pt) (Uma Breve História da Princesa X)
- 2016 : Os Humores Artificiais (pt)
- 2019 : Les Extraordinaires Mésaventures de la jeune fille de Pierre

### Longs-métrages
- 2014 : Pan Pleure Pas, long métrage qui rassemble trois de ses précédents courts (Taprobana, Liberdade et Ennui ennui)
- 2018 : Diamantino, coréalisé avec Daniel Schmidt
- 2024 : Amelia's Children